# Бостон (Индијана)
Бостон (енгл. Boston) град је у америчкој савезној држави Индијана.

## Демографија
По попису из 2010. године број становника је 138, што је 39 (-22,0%) становника мање него 2000. године.
| Група             | 2000.       | 2010.       |
| Белци             | 175 (98,9%) | 135 (97,8%) |
| Афроамериканци    | 0 (0,0%)    | 0 (0,0%)    |
| Азијати           | 0 (0,0%)    | 2 (1,4%)    |
| Хиспаноамериканци | 1 (0,6%)    | 0 (0,0%)    |
| Укупно            | 177         | 138         |